# Reinhart Unger
Reinhart Unger (* 1953) ist ein deutscher Heimatforscher des sächsischen Erzgebirges.

## Leben und Wirken
Er ist der Sohn des Heimatforschers Helmut Unger (1923–2016) und trat in die Fußstapfen seines Vaters. Von 1969 bis 1971 absolvierte Unger eine Lehre als Schriftsetzer. Er war über 40 Jahre in verschiedenen Bibliotheken, insbesondere der Stadtbibliothek in Annaberg-Buchholz tätig, ist Mitglied des Arbeitskreises Annaberg-Buchholzer Heimatforscher und Vorstandsmitglied der Altstadtfreunde Annaberg e. V. Er publiziert hauptsächlich zur Geschichte von Annaberg-Buchholz und dem Bergbau im Erzgebirge im 16. Jahrhundert,  mit einem Fokus auf Barbara Uthmann und Adam Ries. Im Gegensatz zu Bernd Lahl geht Reinhart Unger davon aus, dass Barbara Uthmann zu Unrecht als eine der größten Förderinnen des Klöppelns gilt, da in der Annaberger Erbteilbüchern im dritten Viertel des 16. Jahrhunderts Borten und Klöppelspitzen kaum nachweisbar seien.
Gemeinsam mit seinem Vater wurde Unger 1990 mit dem Annaberg-Buchholzer Stadtpreis für Publizistik geehrt.

## Schriften (Auswahl)
- Annaberger Chronik / Paulus Jenisius. Zusammengestellt und bearbeitet von Helmut und Reinhart Unger. Erzgebirgsmuseum Annaberg-Buchholz (Hrsg.), Leipzig 1994. ISBN 3-910143-61-X
- Gottlieb Scheffler: Erinnerungen aus Annabergs Geschichte, Teil 1 Leben der Bürger in Familie und Gesellschaft. Bearb. von Helmut u. Reinhart Unger. Annaberg-Buchholz 1996.
- Gottlieb Scheffler: Erinnerungen aus Annabergs Geschichte, Teil 2 Historische Ereignisse. Bearb. von Helmut u. Reinhart Unger. Annaberg-Buchholz 1997.
- (mit Helmut Unger): Bürgerliche Ämter in Annaberg von 1503–1919 (Quellen zur Orts- und Familiengeschichte des Erzgebirges, Heft 22), Teil 1, Adam-Ries-Bund, Annaberg-Buchholz 1998.
- (mit Helmut Unger): Bürgerliche Ämter in Annaberg von 1503–1919 (Quellen zur Orts- und Familiengeschichte des Erzgebirges, Heft 22), Teil 2, Adam-Ries-Bund, Annaberg-Buchholz 1998.
- Stadt-, Gerichts- und Ratsordnung der Stadt Annaberg. Herzog Georg zu Sachsen. Bearb. von Reinhart Unger. Annaberg-Buchholz 1998.
- Hutmann, Scharfknecht, Wehefrau, die Verwaltung der Stadt im 16. Jahrhundert. Annaberg-Buchholz 1998.
- Fortsetzung einiger Merkwürdigkeiten, welche sich seit dem Sechsjährigen Krieg Anno 1757 bei dieser Stadt ereignet haben. Carl August Bielitz. Bearb. von Reinhart Unger. Annaberg-Buchholz 2000.
- Die „Goldene Gans“. Zur Geschichte eines Annaberger Hauses, seiner Bewohner und der Stadtbibliothek. (Streifzüge durch die Geschichte des oberen Erzgebirges, Heft  69), Erzgebirgsmuseum Annaberg-Buchholz 2004.
- Herzog Georgs Bergordnung von 1509. Frohnau 2009.
- Sebastian Leonharts Trauergedicht auf Barbara Uthmann. ANArt, Annaberg-Buchholz o. J. [2014].